# Gaura mollis
Gaura mollis là một loài thực vật có hoa trong họ Anh thảo chiều. Loài này được E.James mô tả khoa học đầu tiên năm 1823.